# Ji Yun
Dans ce nom, le nom de famille, Ji, précède le nom personnel.
 (mars 2017).
Si vous disposez d'ouvrages ou d'articles de référence ou si vous connaissez des sites web de qualité traitant du thème abordé ici, merci de compléter l'article en donnant les références utiles à sa vérifiabilité et en les liant à la section « Notes et références ».
Ji Yun (chinois traditionnel : 紀昀 ; chinois simplifié : 纪昀 ; pinyin : jì yún), né 26 juillet 1724 à Xianxian au Zhili (actuelle province de Hebei) et mort le 14 mars 1805 à Pékin, est un écrivain, philosophe et homme politique chinois.

## Biographie
Ji Yun est issu d'une famille aristocratique. Manifestement très doué, et passionné par l'étude depuis l'enfance, il fait preuve d'une précocité intellectuelle qui le mène au statut de grand lauréat des examens provinciaux à 24 ans.
Membre de l'Académie de la Forêt des Pinceaux à l'âge de trente ans, il poursuit des charges en province et connaît de brillants succès à la Cour mandchoue, auprès de l'empereur Qianlong.
Des tracasseries judiciaires aboutissent cependant au bannissement à Ouroumtchi. Après deux années d'exil, il est rappelé et est nommé en 1773 au poste de rédacteur en chef des manuscrits impériaux (Siku Quanshu). Quinze années de labeur plus tard, il accède au titre de Grand Secrétaire du trône.
Il est ministre de la Guerre en 1796.

## Œuvre
Son œuvre se compose également, un peu à la manière de Jean de La Bruyère, de petites anecdotes, concises, réunies dans un immense ouvrage : Notes de la chaumière des observations subtiles (Yuewei caotang biji). Les six volumes qui la composent paraissent en 1789 à Pékin.
Entre 1789 et 1798, il publie cinq recueils de contes fantastiques. Cinq recueils supplémentaires paraissent en 1800, composés de textes variés allant du récit anecdotique au poème, en passant par la réflexion philosophique.
Il publique également un « Catalogue complet annoté de la bibliothèque impériale (zh) » en 1798.
Faits divers, souvenirs de cour ou encore matière mythique, les saynètes que Ji Yun a immortalisées s'ancrent dans une Chine en proie aux démons et aux créatures surnaturelles, côtoyant les humains dans des récits extrêmement brefs et très divers.

## Traductions françaises
- Notes de la chaumière des observations subtiles (Yuewei caotang biji), traduit par Jacques Pimpaneau, Paris, éditions Kwok on, 1995  (ISBN 2-910123-05-7)
- Passe-temps d'un été à Luanyang  (Luanyang xiaoxia lu), traduit par Jacques Dars, Paris, Gallimard, coll. « Connaissance de l'Orient : série chinoise » no 99, 1998  (ISBN 2-07-075428-6) ; réédition partielle sous le titre Des nouvelles de l'au-delà, Paris, Gallimard, coll. « Folio 2euros » no 4326, 2005  (ISBN 2-07-032120-7)

## En version originale
- (zh) 纪昀, Catalogue complet annoté de la bibliothèque impériale (zh),‎ 1798 (lire en ligne)